# Maculauger alveolatus
Maculauger alveolatus é uma espécie de gastrópode do gênero Maculauger, pertencente a família Terebridae.